# Championnats d'Asie de pentathlon moderne 2011
Navigation
2010 2012
Les Championnats d'Asie de pentathlon moderne 2011 se sont déroulés à Chengdu en Chine le 19 mai. Ils sont aussi le théâtre des Championnats d'Océanie.

## Résultats des Championnats d'Asie

### Hommes
| Épreuves   | Or                 | Argent              | Bronze             |
| Individuel | Hong Jin-woo (KOR) | Cao Zhongrong (CHN) | Jung Jin-hwa (KOR) |
| Par équipe | Corée du Sud       | Chine               | Kazakhstan         |
| Relais     | Corée du Sud       | Chine               | Kazakhstan         |

### Femmes
| Épreuves    | Or              | Argent           | Bronze          |
| Individuel  | Chen Qian (CHN) | Miao Yihua (CHN) | Wu Yanyan (CHN) |
| Par équipes | Chine           | Corée du Sud     | Japon           |
| Relais      | Chine           | Corée du Sud     | Kazakhstan      |

### Tableau des médailles
| Rang | Nation       | Or | Argent | Bronze | Total |
| ---- | ------------ | -- | ------ | ------ | ----- |
| 1    | Chine        | 3  | 4      | 1      | 8     |
| 2    | Corée du Sud | 3  | 2      | 1      | 6     |
| 3    | Kazakhstan   | 0  | 0      | 3      | 3     |
| 4    | Japon        | 0  | 0      | 1      | 1     |
|      | Total        | 6  | 6      | 6      | 18    |

## Résultats des Championnats d'Océanie
| Épreuves          | Or                   | Argent                 | Bronze            |
| Individuel Hommes | Edward Fernon (AUS)  | Scott Peteseen (AUS)   | Luke Salter (AUS) |
| Individuel Dames  | Chloe Esposito (AUS) | Charlotte Curnow (AUS) |                   |